# Campionati italiani assoluti di scherma del 1958
I Campionati italiani assoluti di scherma del 1958 sono stati organizzati dalla Federazione Italiana Scherma.
Nel fioretto, si sono aggiudicati i titoli dei campionati italiani Antonio Spallino, alla sua prima affermazione, e Bruna Colombetti, che ha bissato il titolo del 1955.
Il titolo della spada è andato a Carlo Pavesi,, che ha vinto il suo secondo titolo consecutivo dopo quello del 1957.
Prima affermazione di Pierluigi Chicca nella sciabola maschile.
Nei campionati italiani a squadre maschili il Cassa Risparmio Milano ha vinto nel fioretto, mentre la Società del Giardino di Milano ha vinto nella spada; per entrambe si è trattato del secondo titolo dopo quello del 1951; nella sciabola c'è stato il primo successo della S.S. Lazio Roma.
Il campionato italiano di fioretto a squadre femminile è andato al Club Scherma Torino, alla sua prima affermazione nella specialità.

## Podi

### Uomini
| Specialità  | Oro                           | Argento | Bronzo |
| Individuali |                               |         |        |
| Fioretto    | Antonio Spallino              | -       | -      |
| Spada       | Carlo Pavesi                  | -       | -      |
| Sciabola    | Pierluigi Chicca              | -       | -      |
| A squadre   |                               |         |        |
| Fioretto    | Cassa Risparmio Milano -      | -       | -      |
| Spada       | Società del Giardino Milano - | -       | -      |
| Sciabola    | S.S. Lazio Roma -             | -       | -      |

### Donne
| Specialità  | Oro                   | Argento | Bronzo |
| Individuali |                       |         |        |
| Fioretto    | Bruna Colombetti      | -       | -      |
| A squadre   |                       |         |        |
| Fioretto    | Club Scherma Torino - | -       | -      |